# Cabinessence
«Cabinessence» o «Cabin Essence» es una canción escrita por Brian Wilson y Van Dyke Parks para la banda de rock estadounidense The Beach Boys que se editó por primera vez en su álbum 20/20 de 1969. Originalmente fue concebida para el inédito SMiLE.
Según el periodista Nick Kent, la canción "yuxtapone tanto las referencias musicales occidentales y orientales avanzadas" con una "presencia oriental", haciendo uso de banjo y armónica, así como la percusión en el coro diseñado para emular el sonido de los trabajadores que ensamblan el tren.
"Cabinessence" ha recibido grandes reconocimientos en los últimos años como pista stand-out en 20/20. El biógrafo Jon Stebbins observó que el "canto demoníaco" de la canción que a su juicio ejemplifica "algo de la música más inquietante, maníaco, que los Beach Boys jamás han hecho". MOJO describió "Cabinessence" como "Smile en el microcosmos. De gran alcance, sin precedentes en su ambición y tanto como un enigma sónico no resuelto como el álbum para el que había sido escrito, esta fue la obra maestra incomprendida que causó que Mike Love abandonará la sesión y el proyecto se desplomara".

## Letras
Brian Wilson declaró junto a Van Dyke Parks escribieron "Cabinessence" junto con "Heroes and Villains" "Wonderful" y "Surf's Up" en una caja de arena gigante con un piano que Wilson había construido en su sala de estar. "Cabinessence" era una de varias pistas de Smile que contenían letras que los otros miembros de la banda no aprobaban, siendo infame oblicuo y repleto de juegos de palabras. La copla aparentemente surrealista de la sección de cierre "Grand Coulee Dam" es la siguiente:

Over and over the crow cries uncover the cornfield

Over and over the thresher and hovers the wheatfield.

Una y otra vez los gritos de los cuervos descubren el campo de maíz
Una y otra vez la trilladora y se cierne sobre el campo de trigo.

Si el oyente reorganiza la última mitad de cada línea, se "suben y vuelcan los gritos de los gallos y se cierne sobre el campo de trigo / una y otra vez la trilladora descubre el campo de maíz", lo que lo hace más claro. Parks escribió letras adicionales para "Cabinessence", pero que aparentemente nunca se han grabado, ya que no figuran en ningún lanzamiento oficial, ni siquiera de bootleg. Se desconoce si alguna vez se han grabado durante las sesiones de SMiLE. [Nb 1] Clarificando las referencias históricas de la canción, Parks dice:

Todo es sobre ser sobre la toma del territorio. La gente canta una canción de la granja. Los Granges eran colectivos de granjas que agruparían sus recursos para poder fijar sus propios precios, de modo que no compitieran tanto entre sí, pero estaban encontrando un rendimiento razonable para sus esfuerzos. Por supuesto, eso es casi una cosa del pasado, con la granja familiar desapareciendo del país ahora y la agroindustria de la manera que es, pero el sistema granero fue la columna vertebral de la granja americana. Y tuvimos que traer a los chinos a esta ecuación, porque estaban trabajando en el ferrocarril, y la pradera era absolutamente dependiente de los ferrocarriles.

## Grabación y estructura
La canción tiene tres secciones distintas: "Home on the Range", "Who Ran the Iron Horse" y "The Grand Coulee Dam" bajo la forma de ABABC. "Home on the Range" puede verse como el verso, y "Who Ran the Iron Horse" como el coro. Mientras "Home on the Range" está en 4/4, o "common time", "Who Ran the Iron Horse" es un vals. "The Grand Coulee Dam" está en 3/4 de tiempo también. El coro presenta la línea repetida, "Who ran the Iron Horse?" sobre armonías "aah" en el modo mixolidio, y modelada a una progresión I7-V7 en la clave implícita de fa mayor. En la segunda iteración de esta sección, hay letras apenas audibles cantadas por Dennis Wilson por debajo de las armonías. En 1969, Brian Wilson escribió:

Toda mi vida he estado fascinado por los valses. Para este álbum trabaje para hacer, lo que yo llamo un vals rock and roll con "Cabin Essence". La noche que edite la parte instrumental de ella nadie podía creer que un vals podía rock tan difícil. Tenía al bajista con el bajo de 6 cuerdas haciendo tonos de fuzz eléctricos. Esto lo hizo muy bien. Estaba seguro de que había grabado el vals más rockin jamás grabado.

## Edición en20/20
En abril de 1969, Vosse declaró: "La grabación que aparece en 20/20 es nueva, porque antes de su operación de oído hace un año, Brian no podía oír en estéreo". Aunque la versión final de SMiLE probablemente habría sido editada en sonido monoaural, la canción finalmente apareció en estéreo como "Cabinessence" en 20/20 de 1969, con una sobre-grabación vocal de Carl Wilson registrada el 20 de noviembre de 1968. Fue recibida con gran interés y elogios por parte de la prensa, después de "Our Prayer", debido en gran parte a sus raíces en el proyecto cancelado SMiLE que había sido publicitado ampliamente tres años antes.

[Re: "Nuestra Oración"] La nueva versión de la canción "Cabinessence", de la que todos sentimos que fue grabada en 1966 para su inclusión en Smile, fue más complicada. Aparentemente, Brian había hecho una gran cantidad de trabajo de montaje preliminar, pero no había sido capaz de llegar a un plan consistente para el ensamble final. "Al parecer", escribió David Leaf, "había veinticinco mezclas y combinaciones diferentes de esa canción, todas en discos de acetato separados antes de sacar una versión". Para añadir a la confusión, la canción en su versión editada contiene partes de 'Who Ran the Iron Horse' and 'The Grand Coolie Dam'. Es verdad que "Cabinessence" parece desordenada y más episódica que incluso la versión alternativa de "Heroes and Villains", pero tiene esa aura de brillo maníaco que caracterizó el trabajo de Brian antes del colapso de Smile, y por lo tanto este problema de la narración es fácilmente perdonado y olvidado. El contraste entre estas canciones y las cinco nuevas canciones de Brian para 20/20 es abrumador y conmovedor.
— Understanding Rock: Essays in Musical Analysis

## Versiones alternativas
Una versión instrumental se puede encontrar en el box set Good Vibrations: Thirty Years of The Beach Boys de 1993. La canción fue grabada nuevamente por Brian Wilson como solista durante su grabación del álbum Brian Wilson Presents Smile. Se remezcló una versión de la canción en mono con The Beach Boys que apareció en The Smile Sessions. Esta nueva mezcla fue lanzada como un sencillo promocional dentro de la edición de junio de 2011 de la revista Mojo.

## Créditos
The Beach Boys
- Brian Wilson – voz
- Carl Wilson – guitarra, voz principal
- Dennis Wilson – voz
- Mike Love – voz principal
- Al Jardine – voz
- Jimmy Bond, Jr. – contrabajo
- James Burton – dobro
- Jesse Ehrlich – chelo
- Carl Fortina – acordeón
- Jim Gordon – pandereta con un palo
- Armand Kaproff – violonchelo
- Carol Kaye – banjo
- Jay Migliori – saxofón
- Oliver Mitchell – trompeta
- Tommy Morgan – armónicas
- Van Dyke Parks – piano vertical
- Bill Pitman – guitarra
- Lyle Ritz – contrabajo
- Tommy Tedesco – guitarra, bouzouki

## Influencia
Una banda de Oregón, Estados Unidos se llama Cabinessence por la canción.

## Fuente
- Badman, Keith (2004). The Beach Boys: The Definitive Diary of America's Greatest Band, on Stage and in the Studio. Backbeat Books. ISBN 978-0-87930-818-6. Consultado el 2 de agosto de 2013.
- Preiss, Byron (1979). The Beach Boys. Ballantine Books. ISBN 978-0-345-27398-7. Consultado el 2 de agosto de 2013.
- Carlin, Peter Ames (25 de julio de 2006). Catch a Wave: The Rise, Fall, and Redemption of the Beach Boys' Brian Wilson. Rodale. ISBN 978-1-59486-320-2. Consultado el 1 de agosto de 2013.
- Covach, John (28 de octubre de 1997). Understanding Rock: Essays in Musical Analysis. Oxford University Press. ISBN 978-0-19-535662-5. Consultado el 2 de agosto de 2013.
- Kent, Nick (1975). «Brian Wilson: The Last Beach Movie». New Musical Express.
- Nolan, Tom (28 de octubre de 1971). «The Beach Boys: A California Saga». Rolling Stone (94). Archivado desde el original el 18 de julio de 2012. Consultado el 26 de julio de 2017.
- Priore, Domenic (2005). Smile: The Story of Brian Wilson's Lost Masterpiece. London: Sanctuary. ISBN 1860746276.
- Stebbins, Jon (2011). The Beach Boys FAQ: All That's Left to Know About America's Band. ISBN 9781458429148.

- Datos: Q5015409